# 1934年7月26日月食
1934年7月26日月食为一次在协调世界时1934年7月26日出現的月偏食。該次月食半影食分為1.627、全影食分為0.667。偏食維持了81分。

## 概述
這次月食的食分是20.36，偏食維持了81分。

## 基本參數
- 類型：月偏食
- 食甚資料：
  - 日期：1934年7月26日
  - 時間：12:15
  - 月球位置：赤經20.36度、赤緯-20.2度
  - 食分：半影食分：1.627、全影食分：0.667
  - 持續時間：偏食81分

## 外部連結
- NASA月食專頁（页面存档备份，存于）（英文）